# Manto (mythologie)

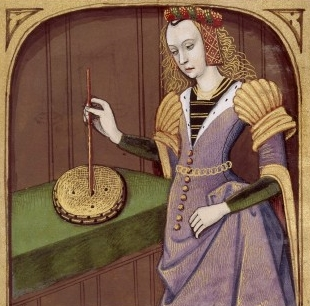
afbeelding van Manto uit De mulieribus claris van Boccacio

Manto was in de Griekse mythologie de dochter van Tiresias uit Thebe en de moeder van Mopsus.
Tijdens de oorlog van de Epigonen werd Manto naar Delphi gebracht als een oorlogsbuit. Apollo stuurde haar naar Colophon om een orakel te vinden, dat aan hem was gewijd. Ze trouwde met Rhacius en baarde Mopsus. In een ander verhaal ging ze naar Italië, trouwde met Tiberinus en baarde Ocnus. Tiberinus stichtte in Italië Mantua, dat hij naar haar vernoemde.